# Kovič
Kovič je priimek več znanih slovenskih ljudi.

## Znani nosilci priimka
- Brane Kovič (* 1953), likovni kritik in publicist
- Breda Kovič (r. Vodišek) (1930—2017), umetnostna zgodovinarka, konservatorka in novinarka
- Iva Kovič, prevajalka
- Janez Kovič (* 1950), filmski scenograf in producent
- Jasna Kovič-Baebler (*1944), lektorica francoščine
- Jože Kovič (1898—1944), gledališki igralec in režiser
- Jurij Kovič (*1960), fizik in pesnik
- Kajetan Kovič (1931—2014), pesnik, pisatelj, prevajalec, urednik in akademik
- Marjan Kovič (1918—1943), igralec in partizan
- Maša Kovič Dine, medarodna pravnica (medn. varstvo gozdov)
- Milan Kovič (1915—1963), veterinar patolog
- Mitja Kovič (1929—1987), zdravnik kirurg in jazz-pozavnist
- Nina Kovič (*1952), dramaturginja in prevajalka
- Pavle Kovič (1899—1975), gledališki igralec in pevec
- Polona Kralj Kovič (*1955), geologinja, vulkanologinja
- Sanja Grohar Kovič, pevka, manekenka, blogerka
- Stane Kovič (1935—2004), arhitekt
- Tone Kovič (*1931), metalurg in politik